# Gaza compta
Gaza compta is een slakkensoort uit de familie van de Margaritidae. De wetenschappelijke naam van de soort is voor het eerst geldig gepubliceerd in 2006 door Simone & Cunha.